# Kay Friedmann
Kay Friedmann (* 15. Mai 1963 in Speyer) ist ein ehemaliger deutscher Fußballspieler.

## Karriere
Friedmann begann seine Profikarriere beim FC 08 Homburg, nachdem er in der Jugend beim TuS Mechtersheim und bei Südwest Ludwigshafen spielte. 1986 wechselte er zum 1. FC Kaiserslautern, mit dem er 1990 den DFB-Pokal und 1991 die deutsche Meisterschaft gewann. Im selben Jahr ging er zum 1. FC Nürnberg. Dort spielte er vier Jahre, bis 1995.

## Statistik
- Spiele (Tore) 1. Bundesliga: 169 0(7)
- Spiele (Tore) 2. Bundesliga: 072 (14)

## Nach der Karriere
Nach seinem Karriereende absolvierte Friedmann eine Ausbildung zum Physiotherapeuten und arbeitete in dieser Tätigkeit von etwa 2000 bis Sommer 2007 beim 1. FC Kaiserslautern. Seit 2008 betreibt er eine eigene Physiotherapiepraxis in Römerberg bei Speyer.